# Retta Scott
Retta Scott, född 23 februari 1916, död 26 augusti 1990 var en amerikansk konstnär. Hon var den första kvinnan som erhöll offentligt erkännande som animatör på Walt Disney Animation Studios.

## Tidigt liv och utbildning
Scott föddes i Omak, Washington. Hon tog examen från Seattle' Roosevelt High School 1934. Scott fick två stipendier under sin utbildning. Den första var från Seattle Art & Music Foundation som tilldelade henne ett stipendium i fjärde klass. Hon fick senare ett 3-årigt stipendium för att delta i Chouinard Art Institute, i Los Angeles, Kalifornien. Mycket av fritiden tillbringade hon med att skissa vilda djur i den närliggande djurparken Griffith Park. Hennes önskan var att bli konstnär.
När hon slutade på Chouinard Art Institute uppmanade skolchefen, Vern Caldwell, som hade sett hennes intresse för djur, henne att söka arbete hos Walt Disney. Hon var till att börja med ointresserad på grund av de tecknade kortfilmer som företaget var känt för, men Caldwell rekommenderade henne att arbeta med filmen som Disney just då arbetade med – Bambi. Scott fick anställning i företagets Story Department 1938.
Efter arbetet med Bambi fortsatte Scott arbeta med Fantasia och Dumbo, och ett tidigt försök till bearbetning av Det susar i säven. Hon hjälpte också till med filmen Den fredliga draken (The Reluctant Dragon).
1946 lämnade Scott Disneystudion och flyttade med sin man till Washington. Hon arbetade sedan som illustratör och gjorde bland mycket annat några arbeten för Disney. Hennes illustrationer till Askungen finns bland annat utgivna i bokserien Disneyland som gavs ut i Sverige 1969.